# فرخنده بیشه پشت‌سیاه
فرخنده بیشه پشت‌سیاه (نام علمی: Urothraupis stolzmanni)، که همچنین به عنوان سهره بیشه پشت‌سیاه شناخته می‌شود، گونه‌ای از پرندگان تیرهٔ فرخندگان (Thraupidae) و تنها عضو سردهٔ Urothraupis است. در کلمبیا و اکوادور یافت می‌شود. زیستگاه طبیعی آن جنگل‌های کوهستانی نمناک نیمه‌گرمسیری یا گرمسیری است.

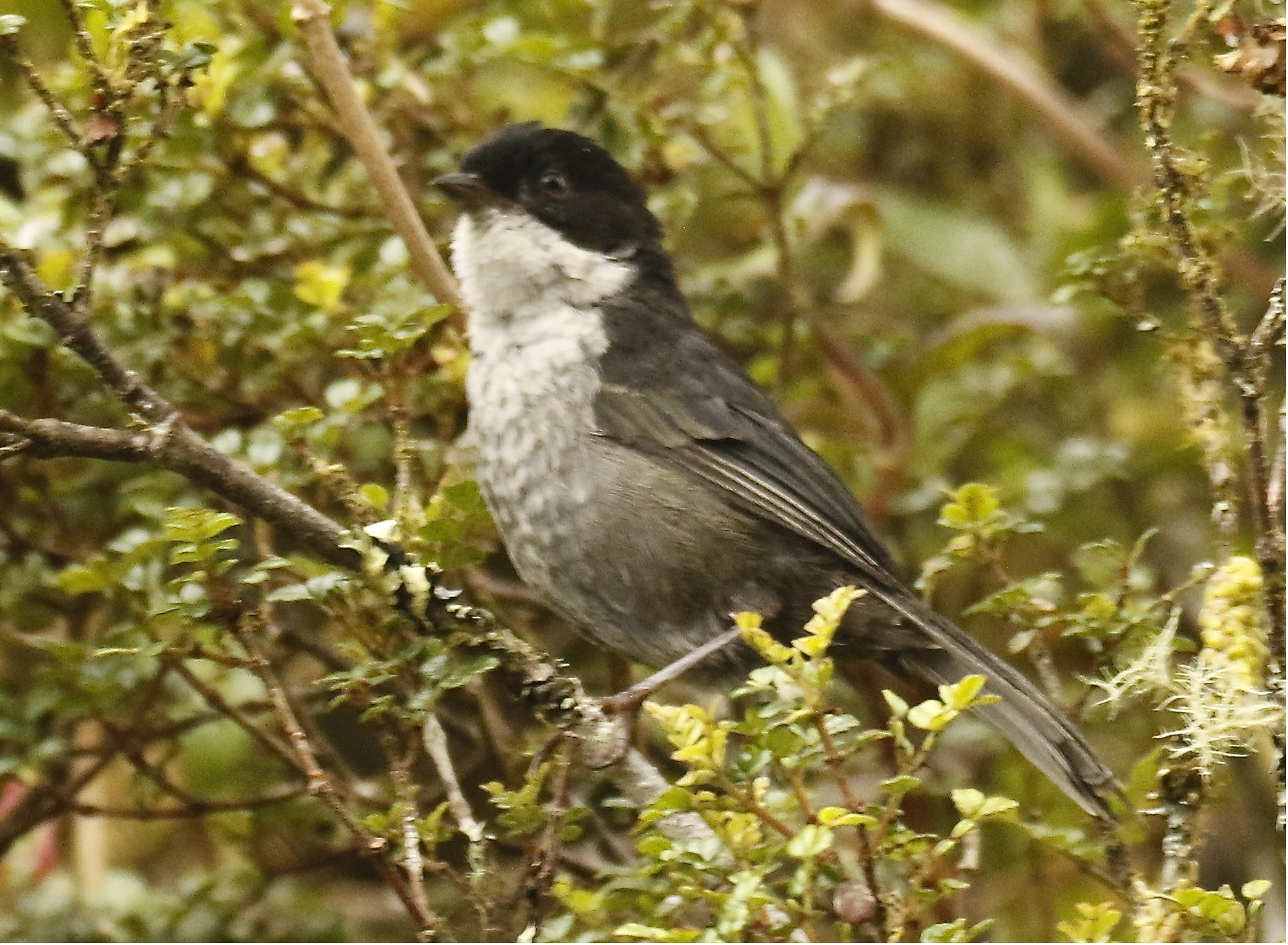
گذرگاه پاپالاکتا - اکوادور